# Монголия на зимних Олимпийских играх 1968
Монголия принимала участие в Зимних Олимпийских играх 1968 года в Гренобле (Франция) во второй раз за свою историю, но не завоевала ни одной медали. Сборную страны представляло 7 спортсменов, выступивших в трёх видах программы.

## Результаты

### Биатлон
Мужчины
| Спортсмен           | Дистанция | Время     | Штраф | Время со штрафом | Место |
| ------------------- | --------- | --------- | ----- | ---------------- | ----- |
| Бизъяагийн Дашгай   | 20 км     | 1:26:55.8 | 8     | 1:34:55.8        | 52    |
| Баянжавын Дамдинжав | 20 км     | 1:24:30.7 | 6     | 1:30:30.7        | 38    |

### Конькобежный спорт
Мужчины
| Спортсмен            | Дистанция | Результат | Результат |
| Спортсмен            | Дистанция | Время     | Место     |
| -------------------- | --------- | --------- | --------- |
| Лувсанлхагвын Дашням | 500 м     | 43.0      | 38        |
| Бүжийн Жалбаа        | 1500 м    | 2:18.0    | 52        |
| Лувсанлхагвын Дашням | 1500 м    | 2:16.7    | 49        |
| Лувсаншаравын Цэнд   | 5000 м    | 8:15.8    | 36        |

### Лыжные гонки
Мужчины
| Спортсмен                  | Дисциплина | Результат | Результат |
| Спортсмен                  | Дисциплина | Время     | Место     |
| -------------------------- | ---------- | --------- | --------- |
| Лувсан-Аюушийн Дашдэмбэрэл | 15 км      | 54:46.4   | 54        |
| Гэндгээгийн Батмонх        | 15 км      | 54:21.3   | 52        |
| Гэндгээгийн Батмонх        | 30 км      | 1:51:39.1 | 56        |
| Лувсан-Аюушийн Дашдэмбэрэл | 30 км      | 1:50:52.7 | 54        |